# Осмольний інтервал
У клінічній хімії осмольний інтервал, осмольний розрив, осмольний провал — це різниця між виміряною та розрахованою осмоляльністю сироватки крові.

## Розрахунок
Осмольний інтервал (ОІ) зазвичай розраховується за такою формулою (усі значення в ммоль/л):
ОІ = виміряна осмоляльність сироватки — розрахована осмоляльність сироватки
ОІ = виміряна осмоляльність сироватки — (2 × [Na2+] + [глюкоза] + [сечовина])
У лабораторних одиницях, що не входять до системи СІ: Розрахункова осмоляльність = 2 × [Na, ммоль/л] + [глюкоза, мг/дл] / 18 + [азот сечовини крові, мг/дл] / 2,8 + [етанол / 3,7] (значення 18 та 2,8 перетворюють мг/дл на ммоль/л; молекулярна маса етанолу становить 46, але емпіричні дані показують, що він не діє як ідеальний осмоль у розчині, і відповідний дільник дорівнює 3,7)
Нормальний осмольний інтервал становить < 10 мОсм/кг.

### Пояснення одиниць вимірювання
Оскільки лабораторії вимірюють розчинені речовини в сироватці крові за зниженням точки замерзання, зазначені одиниці є, власне, одиницями осмоляльності. Коли розраховують кількість розчинених речовин у сироватці крові, це часто роблять в одиницях осмолярності. Хоча конвертувати осмоляльність в осмолярність можна, отримуючи таким чином математично більш правильний розрахунок осмоляльного інтервалу, у реальній клінічній практиці цього не роблять. Це пояснюється тим, що різниця в абсолютних значеннях цих двох вимірювань, яку можна пояснити різницею в одиницях вимірювання, буде незначною в клінічних умовах.
З цієї причини ці терміни часто використовуються як взаємозамінні, хоча деякі заперечують їх ототожнення. Оскільки розрахований осмольний інтервал може бути комбінацією обох термінів (залежно від способу його отримання), жоден з термінів (осмоляльний / осмолярний) не може бути семантично коректним. Щоб уникнути двозначності, терміни «осмоляльний» та «осмолярний» можна використовувати, коли одиниці моляльності або молярності є однаковими протягом усього розрахунку. Коли це не так, для клінічної оцінки можна використовувати термін «осмольний інтервал».

## Причини
Осмольний інтервал використовуються як інструмент скринінгу для ідентифікації токсинів.
Причини підвищеного осмольного інтервалу численні. Зазвичай є 4 основні причини:
- спирти
- цукри
- ліпіди
- білки

Спирти
- етанолова інтоксикація
- вживання метанолу
- вживання етиленгліколю[5]
- вживання ізопропілового спирту
- токсичність пропіленгліколю (при внутрішньовенних інфузіях, де його використовують як допоміжну речовину, наприклад, у лоразепамі)
- потрапляння ацетону (не алкоголю)

Цукри
- маніт
- сорбіт

Ліпіди
- Гіпертригліцеридемія

Білки
- Гіпергаммаглобінемія (М. Waldenström)

## Теорія
У сироватці крові розчинено різноманітні іони та молекули. Основними конституційними речовинами, що мають клінічне значення, є іони натрію, глюкоза та азот сечовини крові, а також етиловий спирт у людини, яка вживає алкоголь. В рамках лабораторного аналізу крові, флакон крові перевіряється на кількість цих чотирьох іонів та молекул, присутніх у крові. За цим вимірюванням клініцист може розрахувати осмоляльність плазми крові пацієнта. Другий флакон також надсилають до лабораторії. Цей флакон поміщають у прилад, який вимірює зниження точки замерзання всіх розчинених речовин у плазмі. Це вимірювання дає справжню осмоляльність плазми. Розрахована осмоляльність потім віднімається від виміряної осмоляльності, щоб отримати осмольний інтервал або різницю між цими двома значеннями.
Якщо цей інтервал знаходиться в межах прийнятного діапазону (<10), то вважається, що натрій, глюкоза та сечовина крові дійсно є основними розчиненими іонами та молекулами в сироватці крові. Однак, якщо розрахований розрив перевищує допустимий діапазон, це свідчить про те, що в сироватці крові розчинено щось інше, що утворює осмольний інтервал, що може бути важливою підказкою для визначення причини захворювання пацієнта.